# Ponte Rei Carol I

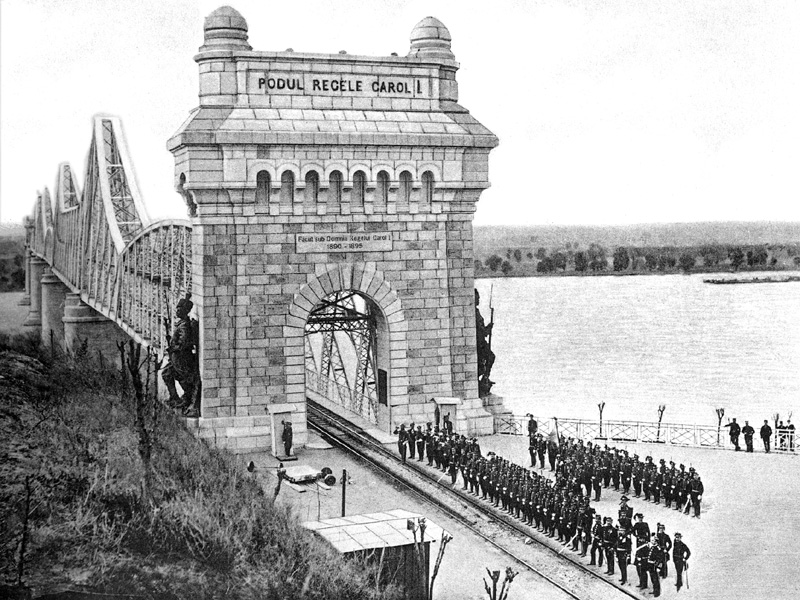
Ponte Anghel Saligny

A Ponte Anghel Saligny (originalmente denominada Ponte Rei Carol I) é uma ponte treliçada ferroviária na Romênia sobre o rio Danúbio, conectando as cidades de Cernavodă e Feteşti. Está listada no National Register of Historic Monuments in Romania.

## História
A ponte foi construída de 1890 a 1895 sobre o rio Danúbio e seu afluente Borcea, e quando inaugurada tornou-se a mais longa ponte da Europa e a terceira mais longa do planeta.
A ponte tem comprimento (com acesso e barragens) de 4 087,95 m (13 411,9 pé): dos quais 1 662 m (5 500 pé) sobre o Danúbio e 970 m (3 200 pé) sobre o Borcea, projetada pelo engenheiro civil romeno Anghel Saligny. Com 30 m (98 pé) acima do nível da água, possibilita o tráfego de navios.

## Galeria

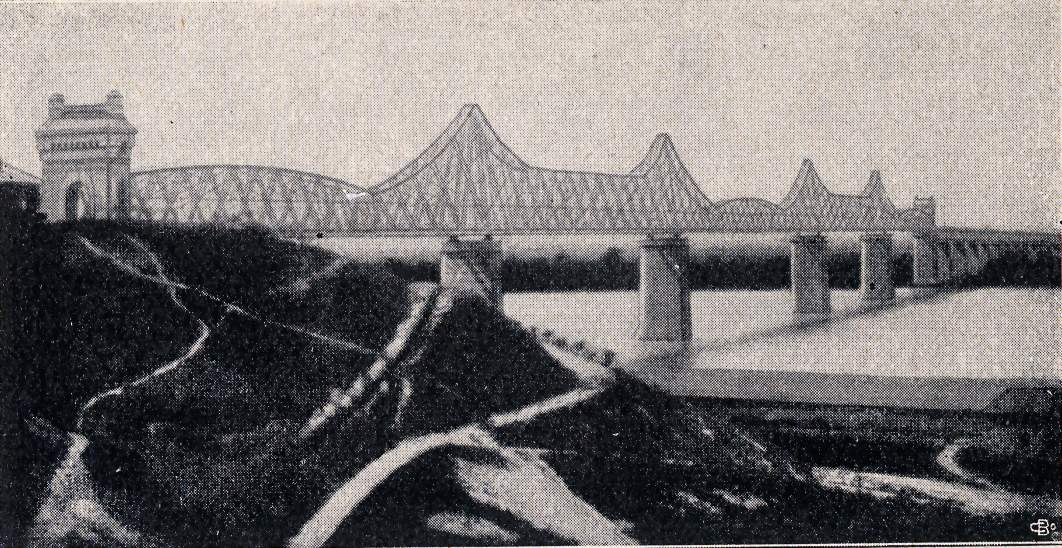
The bridge during the early 20th century
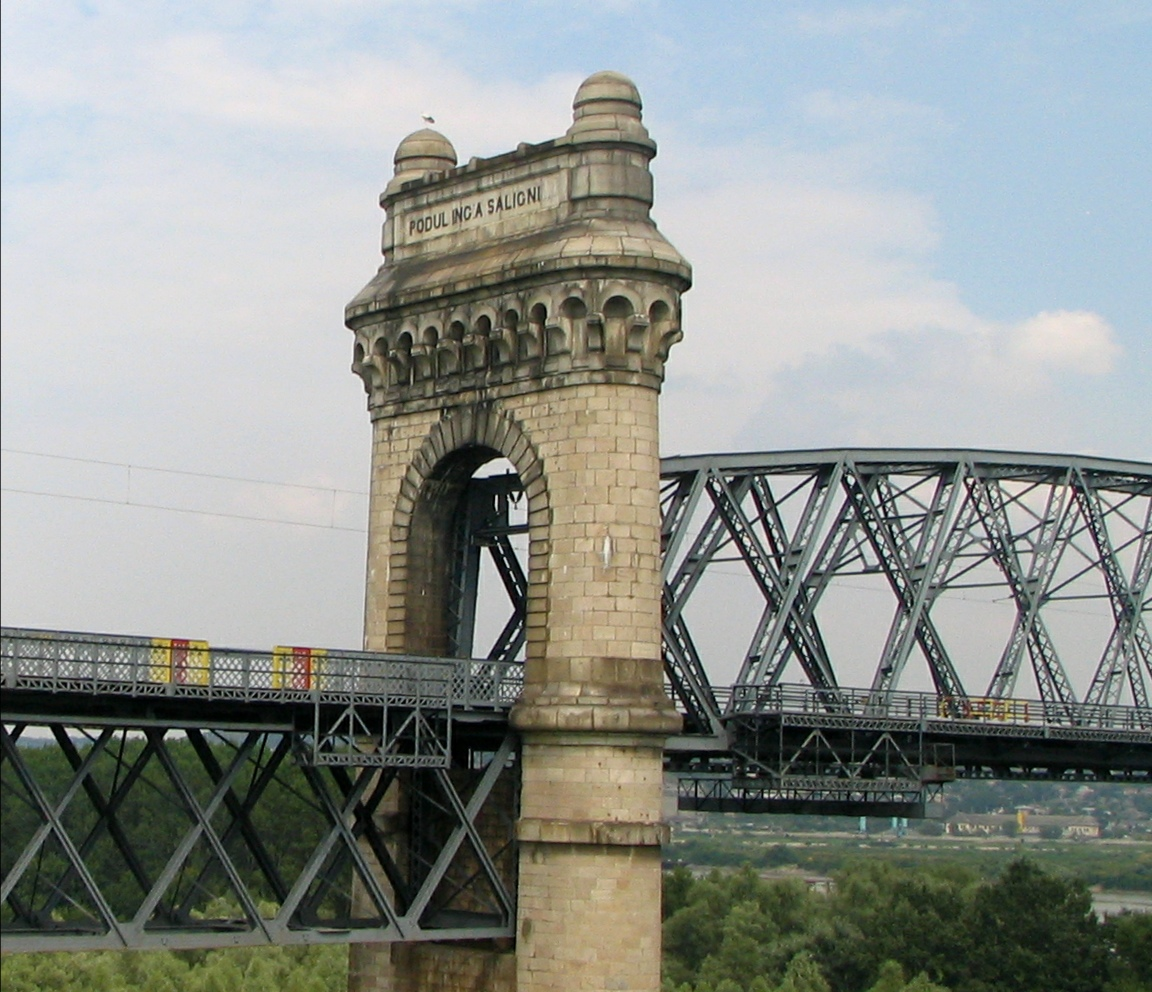
Bridge archway
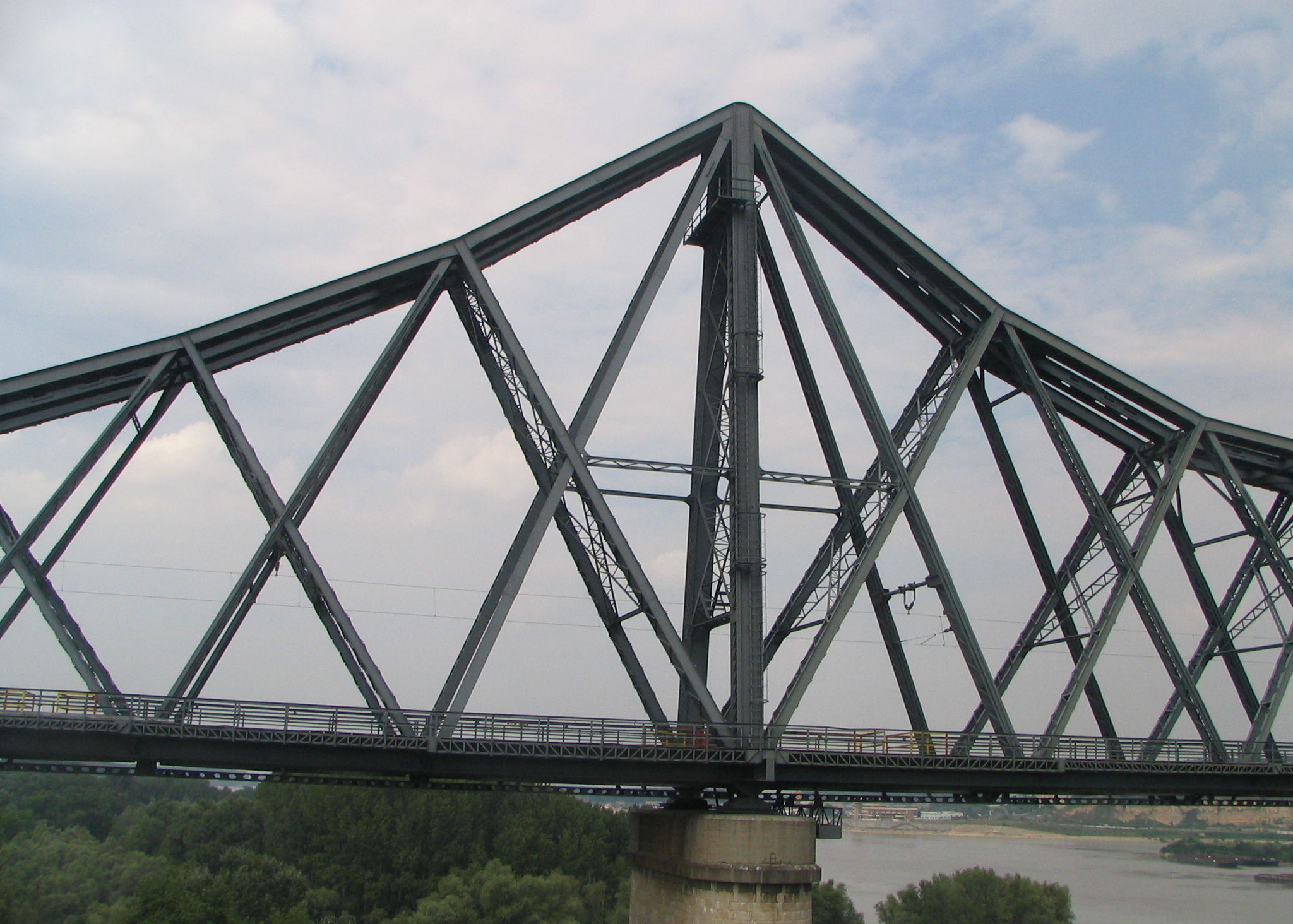
A pillar
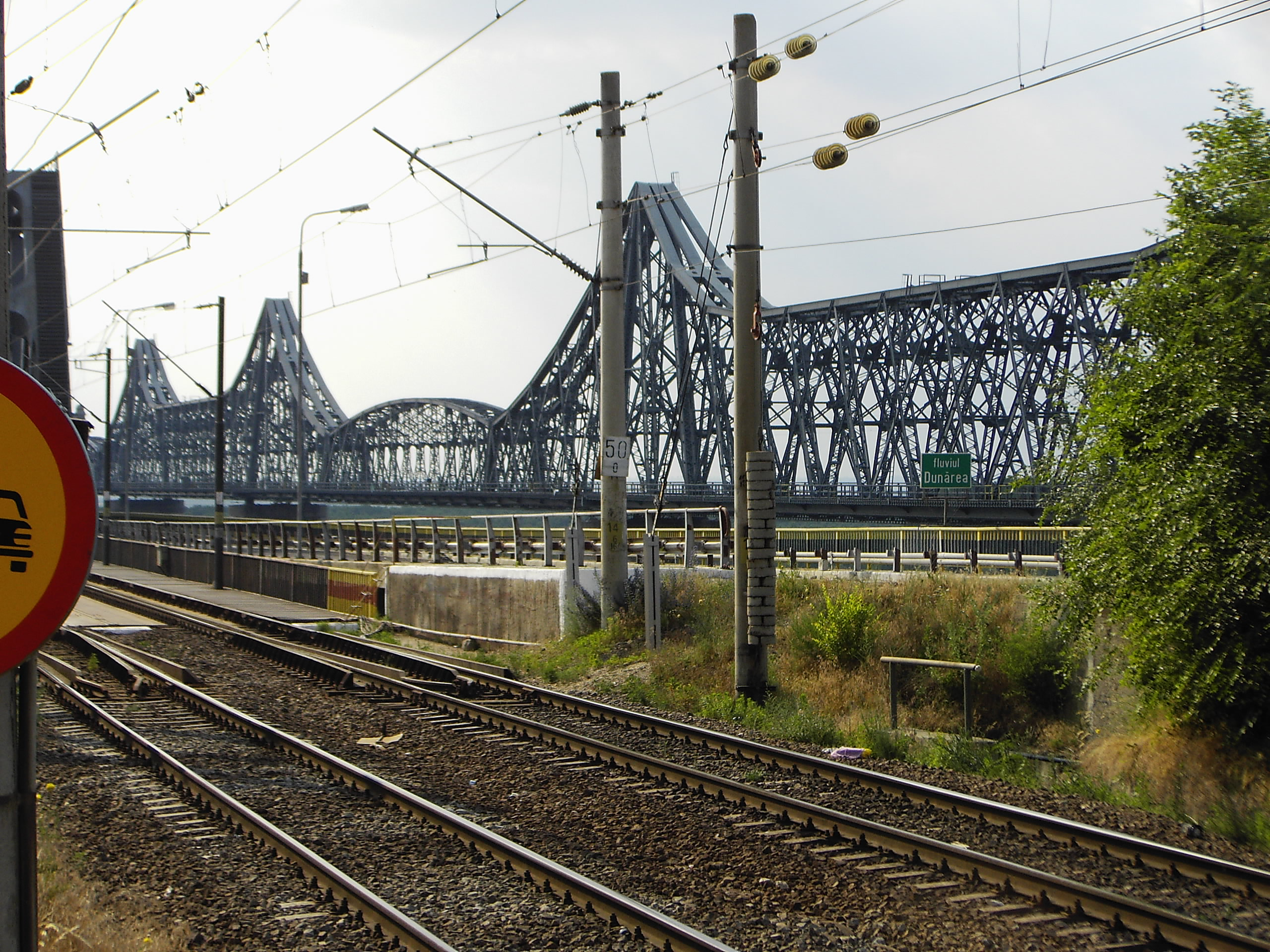
Anghel Saligny Bridge in 2006